# مهدی رجبعلی‌پور
مهدی رجبعلی‌پور (زادهٔ ۱۶ خرداد ماه ۱۳۲۴، کرمان) ریاضی‌دان، عضو پیوستهٔ فرهنگستان علوم جمهوری اسلامی ایران و برگزیده به‌عنوان چهرهٔ ماندگار عرصهٔ ریاضیات در نخستین همایش چهره‌های ماندگار سال ۱۳۸۰ است. او همچنین یکی از برگزیدگان دومین دوره جایزه علمی علامه طباطبایی بنیاد ملی نخبگان در سال ۱۳۹۱ می‌باشند.

## تحصیلات
مهدی رجبعلی پور از سال ۱۳۳۰ تا ۱۳۴۰ تحصیلات ابتدایی و متوسطه خود را در کرمان و در سال ۱۳۴۰ تا ۱۳۴۱ را درتبریز گذراند و درسال ۱۳۴۱ را در تهران گذراند. در سال ۱۳۴۲ تحصیلات خود را در رشته ریاضیات در بخش ریاضی دانشکده علوم دانشگاه تهران آغاز کرد و در سال ۱۳۴۵ لیسانس خود را از این دانشگاه دریافت کرد.
در سال ۱۳۴۵ تحصیلات خود را در مقطع فوق لیسانس در بخش ریاضی دانشگاه شیراز (پهلوی سابق) آغاز کرد و در سال ۱۳۴۷ موفق به اخذ فوق لیسانس از این دانشگاه شد و تا سال ۱۳۴۹ در همان دانشگاه تدریس کرد. رجبعلی پور در سال ۱۳۴۹ با دریافت بورس تحصیلی به کانادا رفت و در سال ۱۳۵۲ از بخش ریاضی دانشگاه تورنتو موفق به اخذ دکترای ریاضی شد.
مهدی رجبعلی پور در مورد تحصیل و ترس و جذبش به ریاضیات می‌گوید: «چون از ۵ سالگی به مکتب رفتم مشکلی با دروس فارسی و عربی و غیره نداشتم. تنها حساب بود که دلهره من از آن تا کلاس هفتم ادامه داشت (در کلاس دوم بدجوری ترکه خوردم، در کلاس چهارم تجدید شدم و حتی در تجدیدی با ارفاق قبول شدم). جبر کلاس هشتم مرا مجذوب ریاضیات کرد به طوری که تمام مسائل حساب سال‌های قبل را به طریق جبری حل کردم و به کمک آن به راز راه حل‌های آمرانهٔ معلمان پی بردم.»

## تدریس
مهدی رجبعلی پور از سال ۱۳۴۵ تا ۱۳۴۹ در دانشگاه شیراز (پهلوی سابق) به عنوان کمک مربی و مربی ریاضی مشغول تدریس بود. پس از اخذ دکترای ریاضی، از سال ۱۳۵۲ تا ۱۳۵۵ در دانشگاه دالهاوزی کانادا به عنوان محقق و مدرس ریاضی مشغول به کار بود. سپس به ایران بازگشت و از سال ۱۳۵۵ تا سال۱۳۶۲ به عنوان استادیار و دانشیار در دانشگاه رضاشاه کبیر (دانشگاه مازندران) بابلسر مشغول تدریس بود. در سال ۱۳۶۲ به دانشگاه شهید باهنر کرمان مشغول به تدریس شد و تا مرتبه استادی ارتقا یافت.
مهدی رجبعلی پور علاوه بر ریاضیات به فیزیک نظری نیز علاقمند است. وی در دانشگاه‌های شیراز، دالهاوزی، مازندران، و کرمان به تدریس دروس مختلف مربوط به رشته تخصصی خود از جمله دروس زیر پرداخته‌است:
ریاضیات عمومی، آمار، و معادلات دیفرانسیل در دانشگاه شیراز،
نظریه اندازه و انتگرال، ریاضی عمومی، معادلات دیفرانسیل با مشتقات جزئی، و ریاضی عمومی ریاضیات مهندسی در دانشگاه دالهاوزی کانادا،
توپولوژی، توابع مختلط، آنالیز ریاضی، آنالیز تابعی، آنالیز حقیقی، آنالیز مختلط در دانشگاه‌های مازندران، صنعتی شریف و شهید بهشتی،
نظریه اعداد، آنالیز ریاضی، جبر خطی، تاریخ ریاضی، نظریه اعداد، بررسی کتب درسی (کارشناسی)، آنالیز تابعی، آنالیز تابعی کاربردی، آنالیز حقیقی، مباحثی در نظریه اندازه و انتگرال، نظریه عملگرها، عملگرهای دیفرانسیلی، آنالیز هارمونیک، آنالیز خطی، و منطق کوانتمی (کارشناسی ارشد) در دانشگاه کرمان.

## فعالیت‌های اداری و اجتماعی
مهدی رجبعلی پور تاکنون در فعالیت‌های مختلف اداری و اجتماعی در ارتباط با رشته تخصصی خود شرکت داشته‌است: وی عضو پیوسته فرهنگستان علوم جمهوری اسلامی است و هم‌اکنون معاون پژوهشی مؤسسه آموزش عالی عرفان کرمان؛ عضو وابسته فرهنگستان زبان و ادب فارسی؛ عضو هیئت تحریریه مجلات مختلف ریاضی در ایران؛ عضو انجمن دوستداران قبه سبز کرمان و خزانه دار خانه ریاضیات کرمان است. وی از سال ۱۳۸۳ تاکنون عضو هیئت امنای دانشگاه باهنر کرمان است. او از سال ۱۳۵۹ تا ۱۳۶۳ رئیس انجمن ریاضی ایران؛ از سال ۱۳۶۴ تا ۱۳۶۹ رئیس دانشکده علوم دانشگاه کرمان؛ از سال ۱۳۶۷ تا ۱۳۷۰ رئیس مرکز پژوهشی ریاضی ماهانی؛ از سال ۱۳۷۲ تا ۱۳۷۵ معاون پژوهشی مرکز بین‌المللی علوم و تکنولوژی پیشرفته و علوم محیطی؛ از سال ۱۳۷۶ تا ۱۳۸۰ معاون پژوهشی دانشگاه کرمان؛ از سال ۱۳۷۷ تا ۱۳۸۱ سردبیر بولتن انجمن ریاضی ایران بوده‌است. وی همچنین از سال ۱۳۶۲ تا سال ۱۳۹۱ به عنوان عضو هیئت تحریریه بولتن انجمن ریاضی ایران، نشر ریاضی، مجله علوم پایه جمهوری اسلامی ایران فعالیت داشته‌است.

## جایزه مهدی رجبعلی پور
با توجه به نقش مهدی رجبعلی پور در ریاضیات ایران، به ویژه در زمینه جبر خطی و کاربردهای آن، در سال ۱۳۹۰ انجمن ریاضی ایران برای تجلیل از وی جایزه ای را به نام مهدی رجبعلی پور تصویب کرد. این جایزه دوسالانه است و در یکی از سمینارهای جبر خطی و کاربردهای آن یا استثنائاً در یکی از کنفرانس‌های سالانه انجمن ریاضی به فرد یا افرادی که واجد شرایط باشند اهدا می‌شود. مراسم تکریم ایشان توسط بنیاد نخبگان استان کرمان در سال ۱۳۹۵ با حضور جمعی از مسئولین بنیاد، چهره‌های علمی و فرهنگی کشور، شاگردان ایشان و استعدادهای برتر برگزار شد.

## مقالات
مهدی رجبعلی پور از سال ۱۳۵۲ تا سال ۲۰۲۱ مقالات متعددی در ژورنالها و کنفرانس‌های داخلی و بین‌المللی به چاپ رسانده‌است، از جمله ۸۷ مقاله در ژورنالهای بین‌المللی و ۱۳ مقاله در کنفرانس‌های بین‌المللی.

## زندگی شخصی
مهدی رجبعلی پور در سال ۱۳۴۸ با بتول باقری (۱۳۹۱–۱۳۳۰) ازدواج کرد. آنها صاحب چهار فرزند به نام‌های بهاره (-۱۳۵۲)، گلدیس (-۱۳۵۶)، بهمن (-۱۳۵۸)، و دینا (۱۳۹۴–۱۳۶۰) هستند. دینا رجبعلی پور اواخر فروردین ماه سال ۱۳۹۴ درگذشت.
در سال ۱۳۷۹ شمسی یا ۲۰۰۰ میلادی که از طرف اتحادیه جهانی ریاضی، سال جهانی ریاضیات اعلام شد، با همت بتول باقری و مهدی رجبعلی پور «خانه ریاضیات کرمان» با هدف ترویج ریاضی و عمومی کردن ریاضی تأسیس شد. بتول باقری در سال ۱۳۹۰، برنده اولین جایزه «همگانی سازی ریاضیات» از طرف خانه ریاضیات کرمان شد و به دلیل زحماتش در تشکیل و تداوم حیات خانه ریاضیات کرمان، به او لقب «مادر خانه ریاضیات کرمان» داده شد. بتول باقری در سال ۱۳۹۱ به دلیل ابتلا به سرطان درگذشت.